# Gweedore Bay and Islands SAC
Gweedore Bay and Islands SAC este o arie protejată (sit de importanță comunitară — SCI) din Irlanda întinsă pe o suprafață de 6.013,55 ha, integral pe uscat.

## Localizare
Centrul sitului Gweedore Bay and Islands SAC este situat la coordonatele 55°03′59″N 8°21′24″W / 55.066335°N 8.3567°V.

## Înființare
Situl Gweedore Bay and Islands SAC a fost declarat sit de importanță comunitară în noiembrie 2001 pentru a proteja 2 specii de plante și 16 specii de animale.

## Biodiversitate
Situată în ecoregiunea atlantică, aria protejată conține 18 habitate naturale: Lagune de coastă, Recifuri, Vegetație perenă pe țărmurile stâncoase, Pășuni atlantice udate de apa mării (Glauco-Puccinellietalia maritimae), Pășuni mediteraneene udate de apa mării (Juncetalia maritimi), Dune mobile cu vegetație embrionară, Dune mobile de-a lungul țărmului cu Ammophila arenaria („dune albe”), Dune de coastă fixe cu vegetație erbacee („dune gri”), Dune fixe decalcificate cu Empetrum nigrum, Dune fixe decalcificate atlantice (Calluno-Ulicetea), Dune cu Salix repens ssp. argentea (Salicion arenariae), Depresiuni intradunale umede, Machair (* habitat specific irlandez), Ape oligotrofe din câmpii nisipoase, cu un conținut foarte redus de minerale (Littorelletalia uniflorae), Ape stătătoare oligotrofe până la mezotrofe, cu vegetație de Littorelletea uniflorae și/sau de Isoëto-Nanojuncetea, Pajiști uscate europene, Pajiști alpine și boreale, Formațiuni de Juniperus communis pe lande sau pajiști calcaroase.
La baza desemnării sitului se află mai multe specii protejate:
- plante (2): Najas flexilis, Petalophyllum ralfsii
- păsări (14): fluierar de munte (Actitis hypoleucos), Branta leucopsis, fugaci de țărm (Calidris alpina), Calidris maritima, prundaș gulerat mare (Charadrius hiaticula), Clangula hyemalis, becațină comună (Gallinago gallinago), cufundar mare (Gavia immer), scoicar (Haematopus ostralegus), Pyrrhocorax pyrrhocorax, chiră de baltă (Sterna hirundo), Sterna paradisaea, fluierarul cu picioare roșii (Tringa totanus), nagâț (Vanellus vanellus)
- mamifere (1): vidră de râu (Lutra lutra)
- nevertebrate (1): fluturele auriu (Euphydryas aurinia)

Pe lângă speciile protejate, pe teritoriul sitului au mai fost identificate 5 specii de plante, 2 specii de păsări, 1 specie de amfibieni, 2 specii de mamifere, 8 specii de nevertebrate.